# Ofiolita

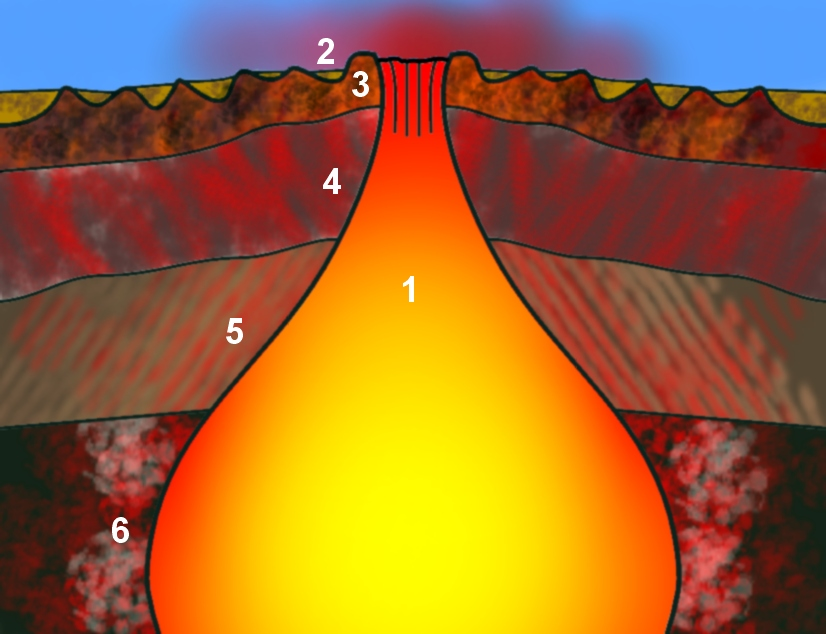
Estructura simplificada d'un complex ofiolític:
1. Cambra axial de magma
2. Sediments pelàgic s
3. Basalt pillow (textura de coixí)
4. Dics basàltics laminats
5. Gabre intrusiu bandat
6. Acumulació de dunita/peridotita

Seqüència estratigràfica idealitzada d'una peridotita

Una ofiolita és una porció d'escorça oceànica i el mantell superior subjacent que s'ha aixecat i exposat sobre el nivell del mar. Aquestes porcions són sovint emplaçades en roques de l'escorça continental. El terme ofiolita és una combinació dels mots grecs ophio i lithos; ophio en grec vol dir 'serp' (ὄφις), i lithos (λίθος) significa 'pedra'. S'utilitza el terme ophio pel color verd que presenten les ofiolites, semblant al d'algunes serps, formades per espilites i serpentines.
El terme ofiolita va ser utilitzat originàriament per Alexandre Brongniart referint-se a un conjunt de roques verdes (serpentina, diabasa) dels Alps; Gustav Steinmann va modificar més tard el seu ús per incloure-hi la serpentina, laves encoixinades, i el sílex ("trinitat de Steinmann"), de nou basat en les mostres dels Alps. El terme va ser poc utilitzat en altres àrees fins a finals de 1950 i a principis de 1960. Aquest reconeixement va anar lligat a dos esdeveniments: (1) l'observació d'anomalies magnètiques en el fons del mar, en paral·lel als sistemes de dorsals oceàniques, interpretades per Drummond Matthews per representar la formació de nova escorça en la dorsal oceànica i la seva posterior difusió simètrica lluny del punt de formació; i (2) l'observació d'un complex de dics dins l'ofiolita de Tróodos (Xipre) per Ian Graham Gass. Actualment, és àmpliament acceptat que les ofiolites representen l'escorça oceànica que mitjançant processos tectònics ha estat aixecada i emplaçada al continent.
La seva gran importància es relaciona amb la seva aparició en cadenes muntanyoses com els Alps o l'Himàlaia, que documenten l'existència d'antigues conques oceàniques que ara han estat consumides per subducció. Aquesta visió va ser un dels pilars fonamentals de la tectònica de plaques. Les ofiolites sempre han tingut un paper central en la teoria de la tectònica de plaques i la interpretació de les antigues cadenes muntanyoses.

## Distribució d'ofiolites
Les ofiolites es troben associades a zones d'orogènesi tant antigues com actuals. Per això, es troben freqüentment tant en zones de subducció i col·lisió continental com en antics escuts on aquests sistemes s'han preservat. Les ofiolites més recents es troben principalment en el cinturó Alpide i en el cinturó de Foc del Pacífic. Una de les agrupacions d'ofiolites més estudiades és la Creixent Ofiolítica Periàrab (del francès croissant ophiolitique peri-árabe) que abasta les ofiolites de Xipre, el sud d'Anatòlia, Oman, els Emirats Àrabs Units (EAU), l'Iran i les muntanyes Zagros. Aquesta agrupació conté dues de les ofiolites més estudiades, la de Tróodos a Xipre i la de Semail a Oman i els Estats Units. Aquestes ofiolites van ser subduïdes quan es va tancar l'oceà Tetis durant el Mesozoic.
| Nom                               | País                      | Província geològica     | Edat de la roca (Ma) | Edat de l'emplaçament (Ma) | Referències   |
| --------------------------------- | ------------------------- | ----------------------- | -------------------- | -------------------------- | ------------- |
| Massís de Lherzolita de Collo     | Algèria                   | Serralada de l'Atles    |                      |                            | [ 6 ]         |
| Ofiolites de Famatina             | Argentina                 | Serralades Pampeanes    | Ordovicià            | Devonià                    | [ 7 ]         |
| Ofiolita del Pic Mantiqueira      | Brasil                    | Serra de la Mantiqueira |                      |                            | [ 8 ]         |
| Ofiolita de Golyamo Kamenyane     | Bulgària                  | Ròdope                  |                      |                            | [ 9 ]         |
| Complex Ofiolític de Rocas Verdes | Xile                      | Andes Patagons          |                      |                            | [ 10 ] [ 11 ] |
| Ofiolita de Xingaze               | Xina                      | Tibet                   | 110-100              | <50                        | [ 12 ]        |
| Ofiolita de Troodos               | Xipre                     | Muntanyes de Troodos    |                      |                            | [ 13 ]        |
| Complex Ofiolític de La Tetilla   | Colòmbia                  | Serralada Occidental    |                      |                            | [ 14 ]        |
| Complex de Gabal Gerf             | Egipte, Sudan             | Escut Nuvi-Aràbic       | 750                  |                            | [ 15 ]        |
| Ofiolita de Jormua                | Finlàndia                 | Escut Bàltic            | 1950                 |                            | [ 16 ]        |
| Ofiolita de Halmahera             | Indonèsia                 | Halmahera               |                      |                            | [ 13 ]        |
| Complex Ofiolític de Neyriz       | Iran                      | Zagros                  |                      |                            | [ 13 ]        |
| Complex Ofiolític de Miyamori     | Japó                      | Muntanyes de Kitakami   |                      |                            | [ 13 ]        |
| Ofiolita d'Ibara                  | Japó                      | Cinturó de Maizuru      | 281-310              |                            | [ 13 ]        |
| Ofiolita de Yakuno                | Japó                      | Cinturó de Maizuru      |                      |                            | [ 13 ]        |
| Ofiolita de Northland             | Nova Zelanda              | Al·lòcton de Northland  |                      |                            | [ 17 ]        |
| Ofiolita de Semail                | Oman, Emirats Àrabs Units | Muntanyes d'Al Hajar    |                      |                            | [ 13 ]        |
| Massís Ultramàfic de Tapo         | Perú                      | Serralada Oriental      | 718 ± 41             |                            | [ 18 ]        |
| Complex Ofiolític de Dunzhugur    | Rússia                    | Massís de l'Altai       | 1020                 |                            | [ 19 ]        |